# Rhodobryum leucocanthum
Rhodobryum leucocanthum là một loài rêu trong họ Bryaceae. Loài này được Hampe mô tả khoa học đầu tiên năm 1874.